# انرژی زمین‌گرمایی

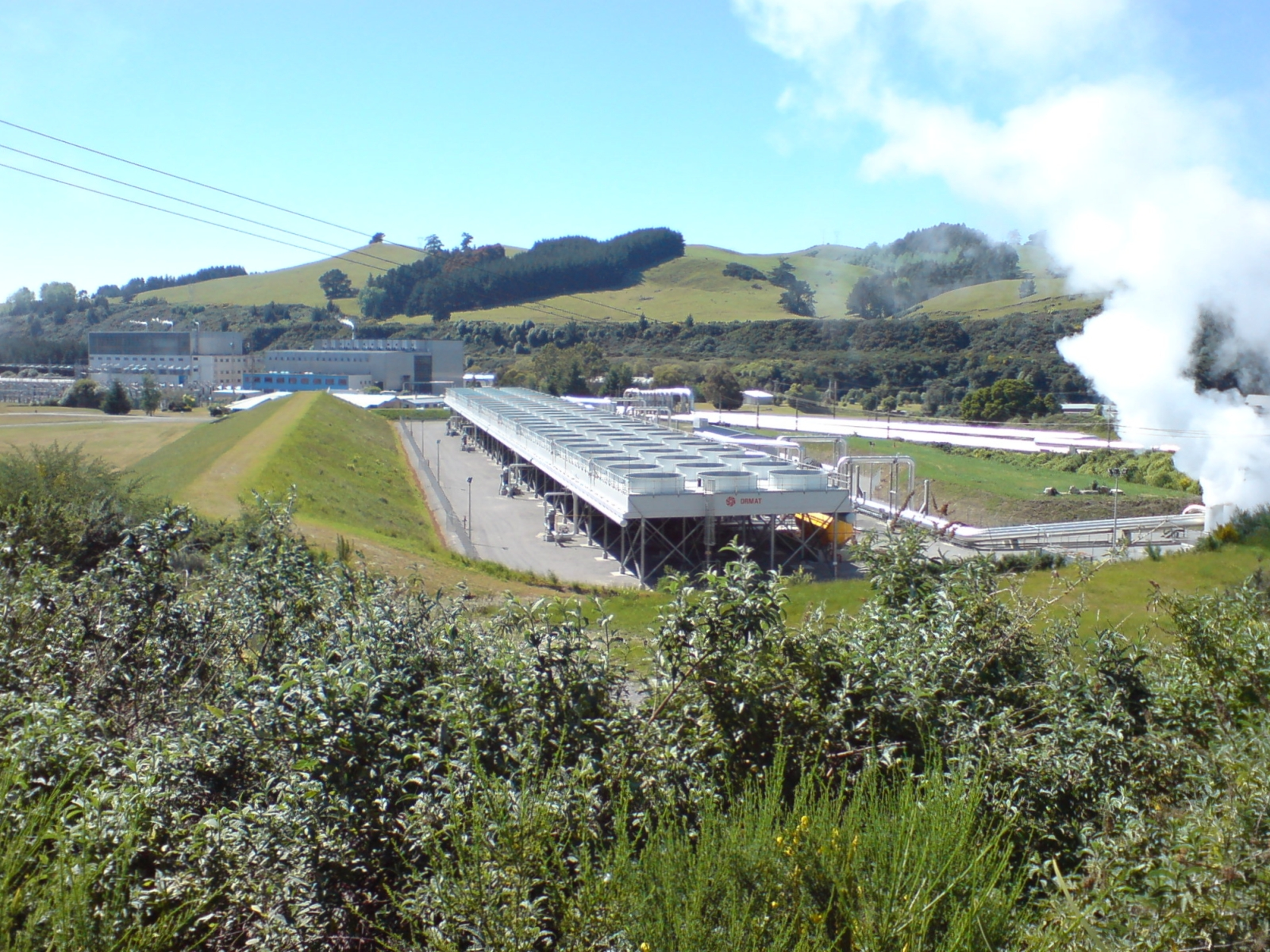
نیروگاه زمین‌گرمایی وایراکی در نیوزیلند

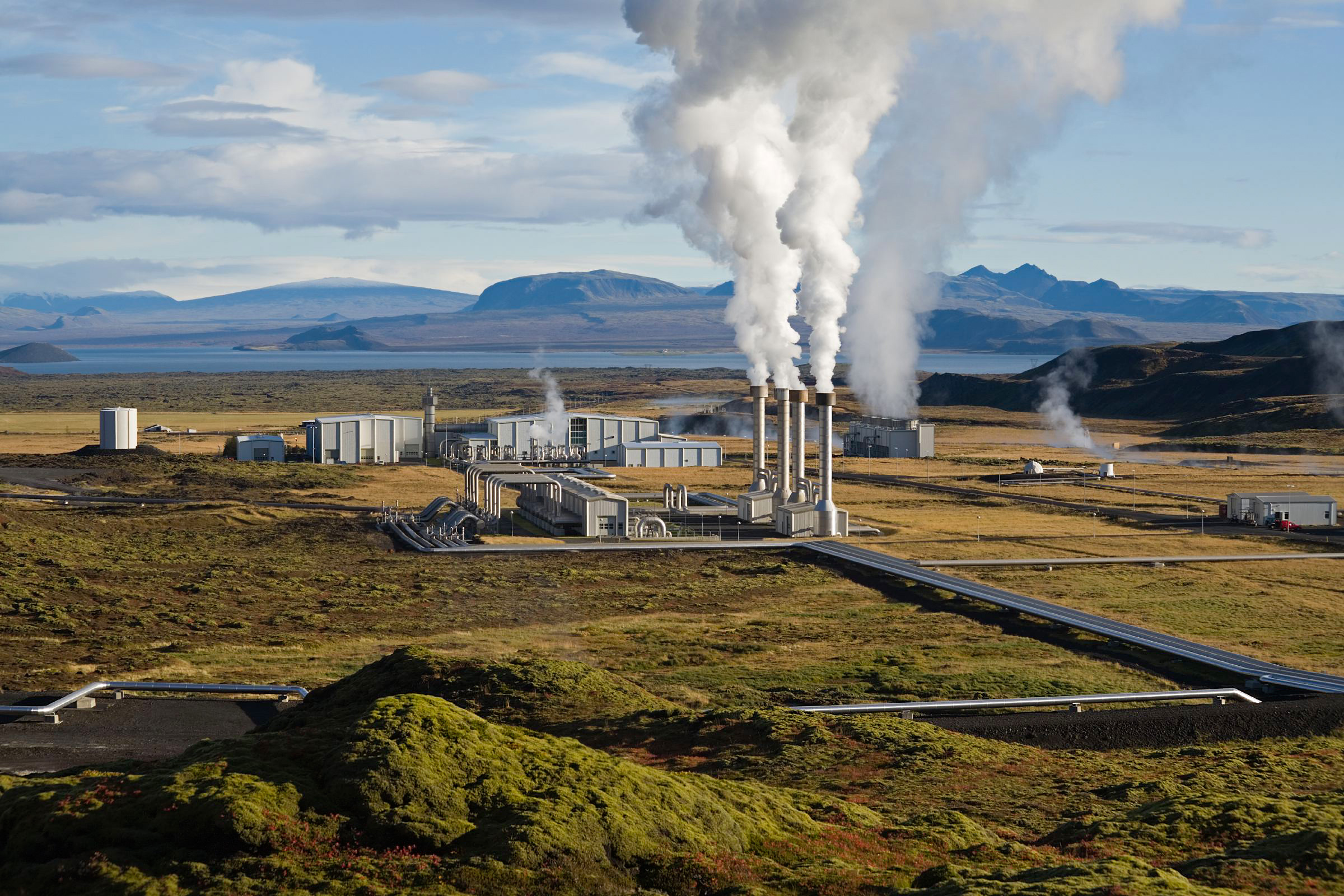
نیروگاه زمین‌گرمایی نسیاولیر در ایسلند

انرژی زمین‌گرمایی (به انگلیسی: Geothermal energy) به انرژی حرارتی که در پوستهٔ جامد زمین وجود دارد، گفته می‌شود. این‌گونه انرژی اغلب در جهت تولید الکتریسیته زمین‌گرمایی مورد استفاده قرار می‌گیرد که به چرخه تولید انرژی الکتریکی از انرژی زمین‌گرمایی گفته می‌شود. فناوری مورد استفاده در طرح‌های تولید برق از انرژی زمین‌گرمایی شامل نیروگاه‌های بخار خشک، نیروگاه‌های تبدیل بخار سیال و نیروگاه چرخه دوگانه است.
انرژی زمین‌گرمایی برخلاف سایر انرژی‌های تجدیدپذیر محدود به فصل، زمان وشرایط خاصی نبوده بدون وقفه قابل بهره‌برداری است. همچنین قیمت تمام شده برق در نیروگاه‌های زمین گرمایی با برق تولیدی از سایر نیروگاه‌های متعارف (فسیلی) قابل رقابت بوده و حتی از انواع دیگر انرژی‌های نو بسیار ارزانتر است.

## تاریخچه
مرکز زمین (به عمق تقریبی ۶۴۰۰ کیلومتر) که در حدود ۴۰۰۰ درجهٔ سانتیگراد حرارت دارد، به‌عنوان یک منبع حرارتی عمل نموده و موجب تشکیل و پیدایش مواد مذاب با درجه حرارت ۶۵۰ تا ۱۲۰۰ درجهٔ سانتیگراد در اعماق ۸۰ تا ۱۰۰ کیلومتری از سطح زمین می‌گردد. به‌طور میانگین، میزان انتشار این حرارت از سطح زمین، که فرایندی مستمر است، معادل ۸۲ میلی‌وات در واحد سطح است که با در نظر گرفتن مساحت کل سطح زمین، مجموع کل اتلاف حرارت از سطح آن برابر با ۴۲ میلیون مگاوات است. در واقع این میزان حرارت غیرعادی، عامل اصلی پدیده‌های زمین‌شناسی ازجمله فعالیت‌های آتشفشانی، ایجاد زمین‌لرزه‌ها، پیدایش رشته‌کوه‌ها (فعالیت‌های کوه‌زایی) و همچنین جابجایی صفحات تکتونیکی می‌باشد که کرهٔ زمین را به یک سیستم دینامیک تبدیل نموده و پیوسته آن را تحت تغییرات گوناگون قرار می‌دهد. به‌وسیلهٔ یک سیال مانند بخار یا آب داغ یا هر دو می‌توان این حرارت را به سطح زمین انتقال داد. از این انرژی گرمایی در سطح زمین می‌توان در کاربردهای متفاوت ازجمله تولید برق استفاده کرد. امروزه ۸۵ تا ۹۰ درصد منازلِ ایسلند برای تأمین گرما و آب گرم مورد نیاز خود، از انرژی زمین‌گرمایی استفاده می‌کنند.

### تاریخچه در ایران
- در ایران از سال ۱۳۵۴ مطالعات گسترده‌ای برای شناسایی پتانسیل‌های منبع انرژی زمین گرمایی توسط وزارت نیرو با همکاری مهندسین مشاور ایتالیایی ENEL در نواحی شمال و شمال غرب ایران در محدوده‌ای به وسعت ۲۶۰ هزار کیلومتر مربع آغاز گردید. نتیجه این تحقیقات مشخص نمود که مناطق سبلان، مشگین‌شهر، دماوند، خوی، ماکو و سهند با مساحتی بالغ بر ۳۱ هزار کیلومتر مربع جهت انجام مطالعات تکمیلی و بهره‌برداری از انرژی زمین گرمایی مناسب هستند. در همین راستا برنامه اکتشاف، مشتمل بر بررسی‌های زمین‌شناسی، ژئوفیزیک و ژئوشیمیایی برنامه‌ریزی شد.

## انرژی زمین‌گرمایی در جهان
وجود کوه‌های آتشفشان باید نیاکان ما را از این حقیقت آگاه ساخته باشد که برخی نقاط درونی زمین داغ هستند. اوج این آگاهی بین قرن‌های ۱۶ و ۱۷ بود، یعنی زمانی که اولین معادن تا عمق چند صد متری سطح زمین حفر گردیدند و بشر بر اساس ادراکات فیزیکی ساده‌ای استنباط نمود که دمای زمین با افزایش عمق آن زیاد می‌شود. احتمالاً نخستین اندازه‌گیری‌های دمای زمین به وسیله دماسنج در سال ۱۷۴۰ در معدنی نزدیک به ناحیه بلفورت در کشور فرانسه انجام شد. در سال ۱۸۷۰ با روش‌های پیشرفته علمی نوع رفتار حرارتی زمین مورد مطالعه قرارگرفت. در سال ۱۹۰۴، نخستین بار در شهر لاردرلوی ایتالیا از انرژی زمین گرمایی برای تولید برق استفاده شد. تا سال ۱۹۵۰ بهره‌گیری از انرژی زمین گرمایی رشد چندانی نداشت، اما حد فاصل سال‌های ۱۹۵۰ تا ۱۹۷۳ به دلیل گران شدن بی‌سابقه و ناگهانی نفت، همه کشورها به فکر استفاده از انرژی‌های جایگزین افتادند.

## استفاده از انرژی زمین‌گرمایی برای تولید برق
منابع انرژی زمین‌گرمایی برای تولید بار پایه استفاده می‌شوند و تنها در شرایطی خاص برای تولید بار پیک مورد استفاده قرار می‌گیرند. بزرگ‌ترین تولیدکنندگان برق از انرژی زمین‌گرمایی در حال حاضر در سطح جهان آمریکا، فیلیپین، مکزیک، ایتالیا و ژاپن هستند.

## گرمایش و سرمایش زمین‌گرمایی خانگی
گرمایش زمین‌گرمایی به استفاده از انرژی زمین‌گرمایی برای گرم کردن (یا خنک کردن) ساختمان‌ها و آب برای استفاده انسانی گفته می‌شود. انسان‌ها از دوران پارینه‌سنگی از این روش بهره می‌بردند. تقریباً هفتاد کشور در سال ۲۰۰۴ به‌طور مستقیم از مجموع ۲۷۰ پتاژول گرمایش زمین‌گرمایی استفاده کردند. تا سال ۲۰۰۷، ۲۸ گیگاوات گرمایش زمین‌گرمایی توانست ۰٫۰۷٪ از مصرف اولیه انرژی جهانی را تأمین کند. بازده حرارتی در این روش بالا است، زیرا به تبدیل انرژی نیازی نیست؛ اما ضریب بهره‌برداری پایین (حدود ۲۰٪) است، زیرا گرما عمدتاً در فصل زمستان مورد نیاز است.

### حتی اعماق زمین سرد نیز دارای گرما است
در عمق بیش از ۶ متر از سطح زمین، دمای زمین در تمام طول سال تقریبا ثابت و برابر با میانگین دمای سالانه هوا است. این موضوع درصورت عدم استفاده و برداشت انرژی زیاد توسط انسان است و می‌توان این حرارت و انرژی را با یک پمپ حرارتی منبع زمین گرمایی استخراج کرد. این گرما و انرژی ثابت خاک در اعماق چند صد تا چند کیلومتری سطح زمین معمولا در نتیجه تابش خورشید به سطح زمین و نفوذ انرژی تا اعماق زمین است و با حفر چاه زمین گرمایی، انرژی حرارتی موجود در خاک که از طریق تابش خورشید بعد ماه‌ها و سال‌ها به اعماق زمین نفوذ کرده استفاده می‌شود.